# Escocia en la Copa Mundial de Fútbol de 1954
Escocia fue una de las selecciones participantes en la Copa Mundial de Fútbol de Suiza 1954, la cual fue su primera aparición en un mundial.

## Clasificación

### Grupo 3
| Pos. | País              | J | G | E | P | GF | GC | GD | Pts |
| ---- | ----------------- | - | - | - | - | -- | -- | -- | --- |
| 1    | Inglaterra        | 3 | 3 | 0 | 0 | 11 | 4  | +7 | 6   |
| 2    | Escocia           | 3 | 1 | 1 | 1 | 8  | 8  | 0  | 3   |
| 3    | Irlanda del Norte | 3 | 1 | 0 | 2 | 4  | 7  | −3 | 2   |
| 4    | Gales             | 3 | 0 | 1 | 2 | 5  | 9  | −4 | 1   |

| 3-10-1953 | Irlanda del Norte   | 1–3     | Escocia                         | Windsor Park, Belfast, Irlanda del Norte |                          |
|           | Lockhart 72' (pen.) | Reporte | Fleming 47' 69' · Henderson 89' | Árbitro(s): Arthur Ellis                 | Árbitro(s): Arthur Ellis |

| 4-11-1953 | Escocia                                | 3–3     | Gales                           | Hampden Park, Glasgow, Escocia |                             |
|           | Brown 19' · Johnstone 42' · Reilly 58' | Reporte | Charles 49' 88' · Allchurch 73' | Árbitro(s): Thomas Mitchell    | Árbitro(s): Thomas Mitchell |

| 3-4-1954 | Escocia               | 2–4     | Inglaterra                                          | Hampden Park, Glasgow, Escocia |                             |
|          | Brown 7' · Ormond 89' | Reporte | Broadis 13' · Nicholls 50' · Allen 68' · Mullen 83' | Árbitro(s): Thomas Mitchell    | Árbitro(s): Thomas Mitchell |

## Jugadores
Estos fueron los 22 jugadores convocados para el torneo, aunque solo 13 de ellos hicieron el viaje a Suiza, además de ser la única selección participante en convocar jugadores provenientes de ligas extranjeras:

## Resultados
Escocia fue eliminada en la fase de grupos.
| País           | J | G | E | P | GF | GC | PTS |
| -------------- | - | - | - | - | -- | -- | --- |
| Uruguay        | 2 | 2 | 0 | 0 | 9  | 0  | 4   |
| Austria        | 2 | 2 | 0 | 0 | 6  | 0  | 4   |
| Checoslovaquia | 2 | 0 | 0 | 2 | 0  | 7  | 0   |
| Escocia        | 2 | 0 | 0 | 2 | 0  | 8  | 0   |

| 16 de junio de 1954 | Austria    | 1-0     | Escocia | Hardturm Stadium, Zürich                                    |                                                             |
|                     | Probst 33' | Reporte |         | Asistencia: 25 000 espectadores Árbitro(s): Laurent Franken | Asistencia: 25 000 espectadores Árbitro(s): Laurent Franken |

| 19 de junio de 1954 | Uruguay                                               | 7-0     | Escocia | St. Jakob Stadium, Basel                                       |                                                                |
|                     | Borges 17' 47' 57' · Míguez 30' 83' · Abbadie 54' 85' | Reporte |         | Asistencia: 34 000 espectadores Árbitro(s): Vincenzo Orlandini | Asistencia: 34 000 espectadores Árbitro(s): Vincenzo Orlandini |